# Hafema
Hafema is een Duits bedrijf dat waterattracties produceert.

## Geschiedenis
Hafema werd opgericht in 1990 als werktuigbouwkundig bedrijf, waarna het zich sinds 1992 op de bouw van pretparkattracties ging richten. Net voor het faillissement in 2002 werd het bedrijf gered onder nieuw bestuur. Sinds 2004 richt het bedrijf zich alleen nog op waterattracties. Elektrotechnisch ingenieur Harald Wendling en waterbouwkundig ingenieur Paul Sommer leiden sindsdien het in Laudert gevestigde bedrijf.
Hafema is ook de uitvinder en patenthouder van het draaikolkelement in diverse rapid rivers waaronder River Quest. Tijdens de afdaling in de draaikolk bereiken de boten een maximumsnelheid van circa 25 km/u. Rapid rivers van Hafema zijn te herkennen aan de boten. Deze zijn opgedeeld in drie losse compartiment. Elk compartiment bestaat uit drie zitplaatsen.

## Attracties
| Naam                       | Park                        | Geopend |
| -------------------------- | --------------------------- | ------- |
| Planet AQA                 | Space World                 | 1992    |
| Waschzuber Rafting         | Erlebnispark Tripsdrill     | 1996    |
| Rescate de Ulises          | Terra Mítica                | 2000    |
| Tasmanian River Rapids     | Wild Adventures             | 2000    |
| El Rio                     | Bobbejaanland               | 2001    |
| Raft                       | Parc Bagatelle              | 2001    |
| Rafting im Reich des T-Rex | Rasti-Land                  | 2002    |
| River Quest                | Phantasialand               | 2002    |
| Fluch des Pharao           | Belantis                    | 2003    |
| Crocodile Rapids           | Etnaland                    | 2005    |
| Nagashimasuka              | Fuji-Q Highland             | 2008    |
| Rafting Africano           | Badoca Safari Park          | 2008    |
| Jurassic Park: The Ride    | Universal Studios Singapore | 2010    |
| Djengu River               | Toverland                   | 2013    |
| Mami Wata                  | Erlebnispark Fantasiana     | 2015    |

## Portfolio

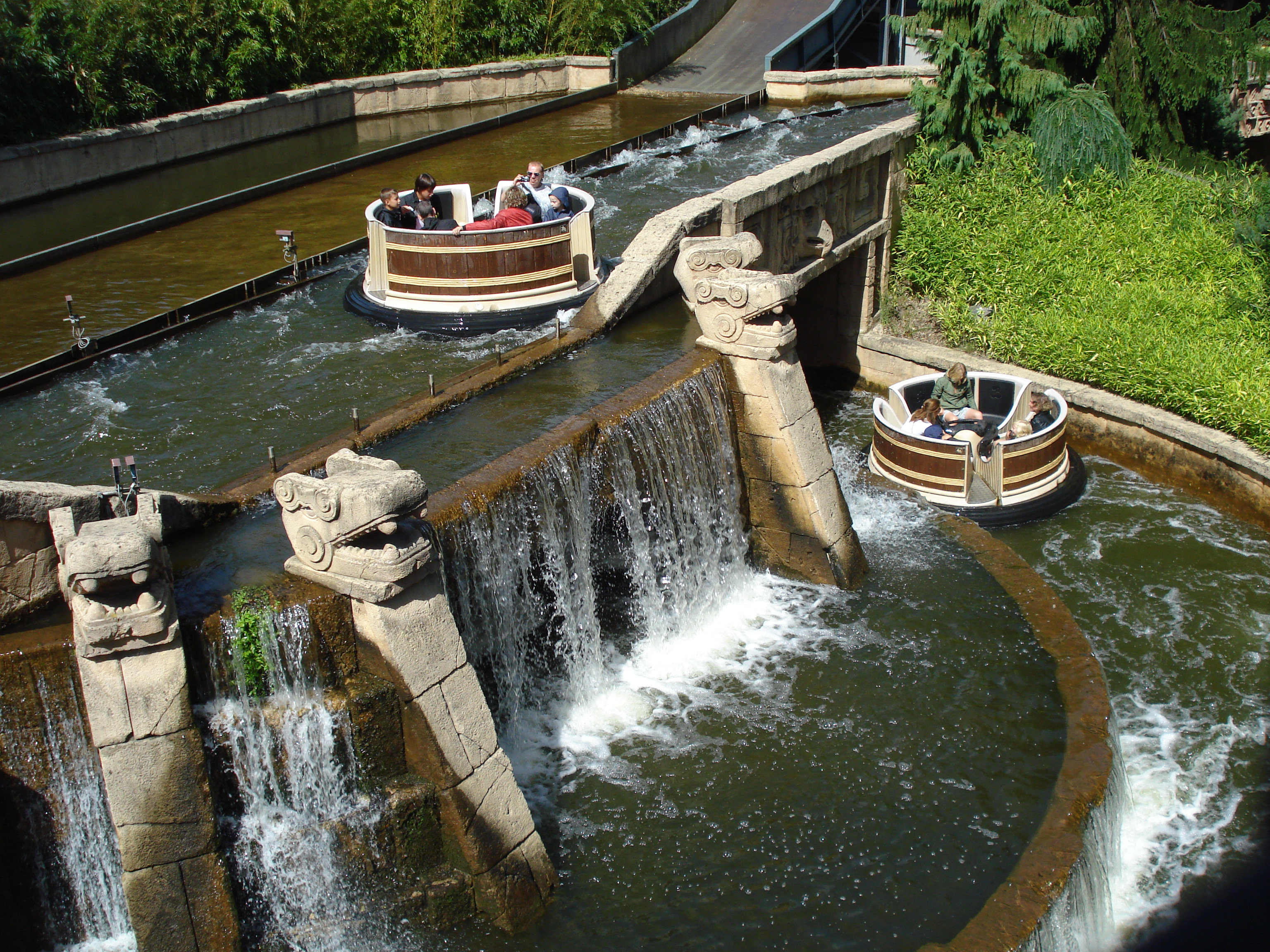
El Rio, Bobbejaanland
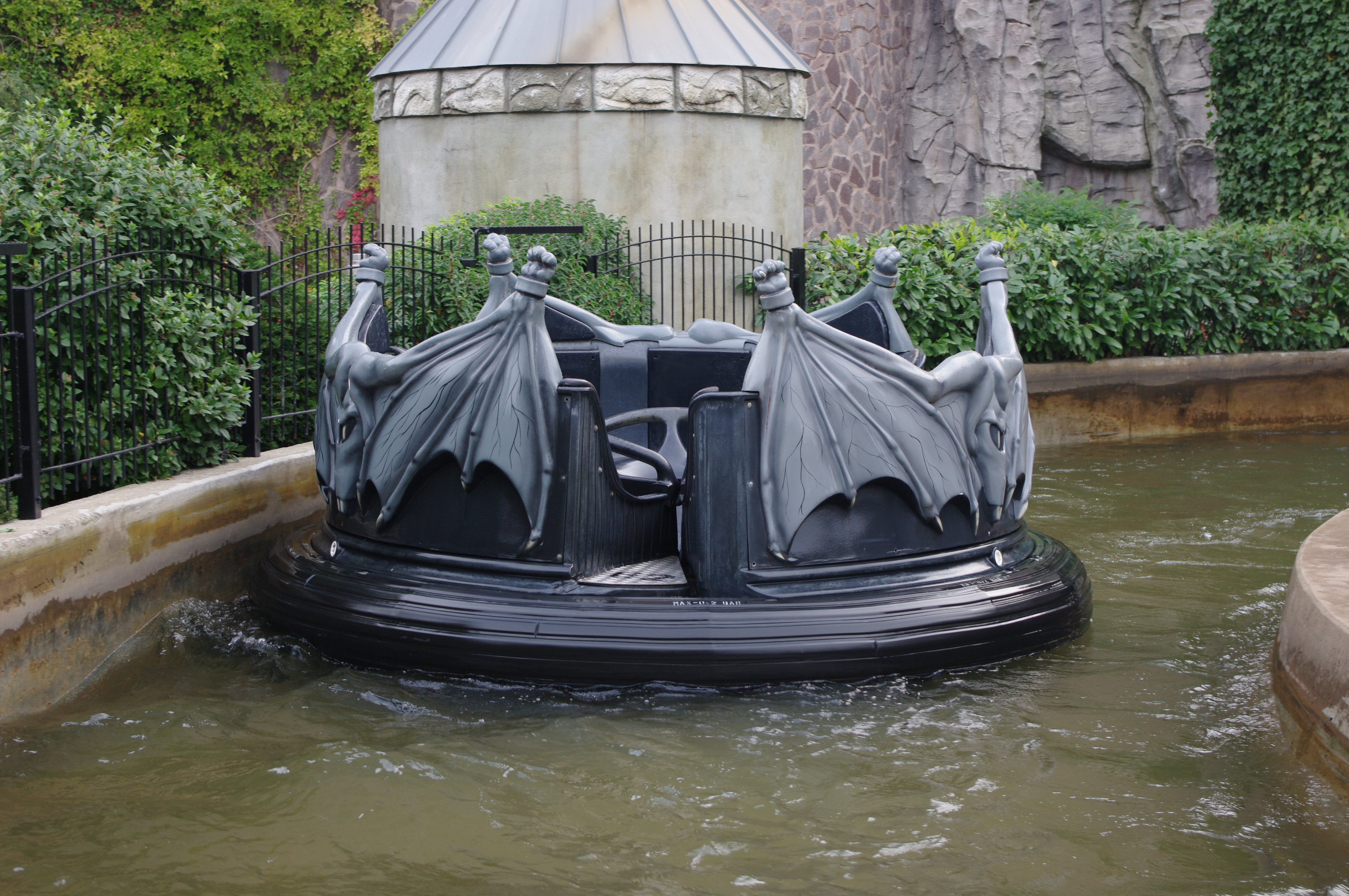
River Quest, Phantasialand
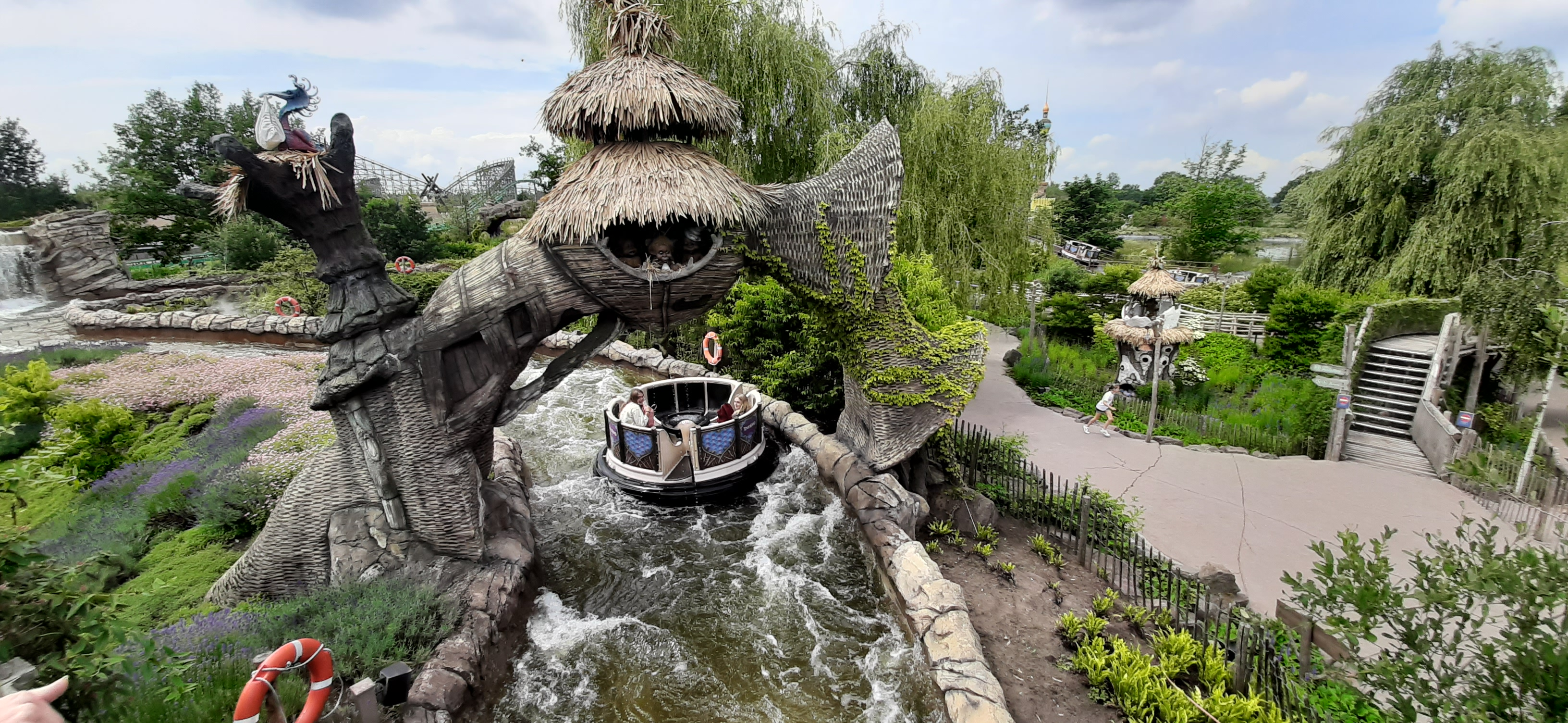
Djengu River, Attractiepark Toverland